# Oreomunnea americana
Oreomunnea americana är en valnötsväxtart som beskrevs av C.L. Lundell. Oreomunnea americana ingår i släktet Oreomunnea och familjen valnötsväxter. Inga underarter finns listade i Catalogue of Life.